# Agnieszka Kopańska
Agnieszka Krystyna Kopańska z domu Kosmowska – polska ekonomistka, doktor habilitowany nauk ekonomicznych, adiunkt na Uniwersytecie Warszawskim, specjalistka od finansów publiczne, finansów, finansów lokalnych oraz teorii ekonomii. 

## Kariera naukowa
W 1996 roku na Uniwersytecie Warszawskim uzyskała tytuł magistra finansów i bankowości. W 2001 roku na Wydziale Nauk Ekonomicznych tej samej uczelni uzyskała stopień doktora nauk ekonomicznych na podstawie pracy pt. Wykorzystanie instrumentów dłużnych w realizacji zadań samorządu terytorialnego. Warunki i perspektywy rozwoju w Polsce, której promotorem był Krzysztof Opolski. W tym samym roku została zatrudniona na tejże uczelni, a w 2015 roku uzyskała na jej Wydziale Nauk Ekonomicznych stopień doktora habilitowanego nauk ekonomicznych na podstawie pracy pt. Efektywność decentralizacji. Analiza zdecentralizowanego dostarczania dóbr o charakterze ponadlokalnym.